# Antonín Jelínek (zápasník)
Antonín Jelínek (* 4. listopadu 1956 Chomutov, Československo) je bývalý československý zápasník, reprezentant v zápase řecko-římském. V roce 1980 vybojoval na olympijských hrách v Moskvě páté místo v kategorii do 52 kg. V roce 1979 vybojoval páté a v roce 1980 čtvrté místo na mistrovství Evropy. Třikrát se stal mistrem Československa.